# Lauris Edmond
Pour les articles homonymes, voir Edmond.
Lauris Dorothy Edmond  (née Scott, 2 avril 1924 - 28 janvier 2000) est une poétesse et une romancière néo-zélandaise.

## Biographie
Née à Dannevirke, une ville de l'île du nord de Nouvelle-Zélande, Lauris Edmond se consacre d'abord à sa famille avant de publier son premier livre en 1975, In Middle Air alors qu'elle a 51 ans. Après ce premier livre, elle publie de nombreux recueils de poésie, un roman, une autobiographie et plusieurs pièces de théâtre. Elle a reçu de nombreux prix et distinctions dans son pays et à l'étranger.

## Carrière littéraire
Lauris Edmond a écrit de la poésie tout au long de sa vie et en 1963 elle décide de se consacrer à sa carrière littéraire en préparant une licence à l’université du Waikato à Hamilton, suivie d’une maîtrise à l’université Victoria à Wellington. Elle publie son premier recueil de poésie, In Middle Air, en 1975. Pour ce livre elle reçoit le PEN Best First Book Award en 1975. En 1981, elle reçoit la bourse commémorative Katherine Mansfield, qui lui permet de séjourner en résidence à Menton dans le sud de la France pendant plusieurs mois. Son premier livre de prose, High Country Weather, est publié comme roman alors qu'il présente un aspect autobiographique, racontant bien que voilée l'histoire de l'échec de son mariage ; il a été publié en 1984, à peu près au moment de la dissolution de son propre mariage . La prise de conscience féministe suscitée par ce livre s'est concrétisée dans un recueil d'autres «histoires» féminines publiées sous sa co-édition deux ans plus tard. Comme Janet Wilson (en) l'a écrit dans The Guardian, "Elle était l'amie de plusieurs générations de femmes, en particulier des autrices, qui l'admiraient en tant que pionnière pour avoir rompu avec les conventions sociales et s'être forgé une vie littéraire réussie à une époque où cela semblait risqué". Malgré ses critiques du rôle attribué aux femmes et le fait qu'elle s'inscrit dans une lignée d'autrices féminines naissante, Lauris Edmond refuse d'être qualifiée de féministe.
En 1985, Lauris Edmond remporte le Commonwealth Poetry Prize pour ses poèmes sélectionnés . En 1987, elle reçoit le prix Prix Lilian Ida Smith (en) de PEN New Zealand ; en 1988, l'Université Massey  de la Nouvelle-Zélande lui décerne un diplôme honorifique ; et en 1999, elle obtient l'AW Prix Reed pour sa contribution à la littérature néo-zélandaise de Booksellers New Zealand, une association industrielle de Wellington, en Nouvelle-Zélande. Après sa mort, un prix biennal de poésie a été créé en son nom à l'initiative du Canterbury Poets Collective et de la New Zealand Poetry Society, le Lauris Edmond Memorial Award for Poetry.

## Œuvres
Tous les ouvrages de Lauris Edmond sont parus en anglais.
- (en) In middle air, Christchurch, Pegasus Press, 1975, 46 p.

- (en) The Pear Tree : Poems, Christchurch, Pegasus Press, 1977, 45 p.
- (en) Wellington Letter : A Sequence of Poems, Wellington, Mallinson Rendel, Signed First Edition, 18 p.
- (en) Seven : poems, Wellington, Wayzgoose Press, 1980, 19 p.
- (en) Salt from the North : Poems, Wellington, Oxford University Press, 1980, 48 p. (ISBN 978-0-19-558064-8)
- (en) Catching It : poems, Auckland, Oxford University Press, 1983, 48 p. (ISBN 978-0-19-558098-3)
- (en) Selected Poems, Auckland, Oxford University Press, 128 p.
- (en) High country weather : A novel, Sidney, Allen & Unwin, 1984, 167 p.
- (en) Seasons and Creatures, Londres, Bloodaxe Books Ltd, 1986, 56 p. (ISBN 978-0-906427-92-7)
- (en) Summer near the Arctic Circle, Auckland, Oxford University Press, 1988, 64 p. (ISBN 978-0-19-558190-4)
- (en) Hot October : An Autobiographical Story, Allen & Unwin, 1989, 239 p. (ISBN 978-0-04-614015-1)
- (en) Bonfires in the rain, Wellington, Bridget Williams Books, 1991, 241 p. (ISBN 978-0-908912-00-1)
- (en) Lauris Edmond : An Autobiography, Wellington, Bridget Williams Books, 2002, 410 p. (ISBN 978-1-877242-22-9)

## Prix et distinctions
- 1975 : Pen Best First Book Award
- 1985 : Commonwealth Poetry Prize
- 1987 : NZSA Lilian Ida Smith Award[9]